# Nowopokrowka (Primorje, Krasnoarmeiski)
Nowopokrowka (russisch Новопокро́вка) ist ein Dorf (selo) in der Region Primorje in Russland mit 3095 Einwohnern (Stand 1. Oktober 2021).

## Geographie
Der Ort liegt etwa 370 km Luftlinie nordöstlich des Regionsverwaltungszentrums Wladiwostok im westlichen Randgebiet des Sichote-Alin. Er befindet sich unweit des linken Ufers des rechten Ussuri-Nebenflusses Bolschaja Ussurka (Große Ussurka, früher Iman).
Nowopokrowka ist Verwaltungszentrum des Rajons Krasnoarmeiski sowie Sitz der Landgemeinde Nowopokrowskoje selskoje posselenije, zu der außerdem die Dörfer Nowokreschtschenka (4 km nördlich, rechts des Flusses) und Romny (12 km südlich) gehören.

## Geschichte
Das Dorf wurde 1903 unter dem Namen Kotelnoje als eine der ersten russischen Ansiedlungen auf dem Territorium des heutigen Rajons gegründet. Später erhielt es seine heutige Bezeichnung von russisch nowo- für „neu“ und Pokrow für das orthodoxe Mariä-Schutz-und-Fürbitte-Fest, dem vermutlich die dort errichtete Kirche geweiht wurde. Am 23. März 1935 wurde Nowopokrowka Verwaltungssitz des neugeschaffenen Postyschewski rajon, benannt nach dem Politiker Pawel Postyschew, der während des Russischen Bürgerkrieges in der Region tätig war. Bereits 1936 erhielt der Rajon seinen heutigen Namen nach der Roten Armee, russisch Krasnaja Armija. Der Rajon gehörte zunächst zur Oblast Chabarowsk der damaligen Region Ferner Osten, kam mit deren Aufteilung am 20. Oktober 1938 zur kurzlebigen Oblast Ussuri der Region Primorje, und mit der Auflösung der Oblast Ussuri am 18. September 1943 direkt zur Region Primorje.

### Bevölkerungsentwicklung
| Jahr | Einwohner |
| ---- | --------- |
| 1939 | 1954      |
| 1959 | 2628      |
| 1970 | 3372      |
| 1979 | 3501      |
| 1989 | 4394      |
| 2002 | 4042      |
| 2010 | 3643      |
| 2021 | 3095      |

Anmerkung: Volkszählungsdaten

## Verkehr
Das Dorf liegt an der Regionalstraße 05N-109, die beim 60 km westlich gelegenen Dalneretschensk von der föderalen Fernstraße A370 Ussuri (ehemals M60) Chabarowsk – Wladiwostok abzweigt, das linke Ufer der Bolschaja Ussurka hinaufführt, von Nowopokrowka noch weiter bis ins 30 km östlich gelegene Roschtschino und dann nach Nordosten in die Bergbausiedlung Wostok, weitere knapp 100 km entfernt. Zwischen Nowopokrowka und dem am rechten Ufer der Bolschaja Ussurka gelegenen Dorf Nowokreschtschenka quert eine etwa 200 Meter lange Fußgängerseilbrücke den Fluss.
In Dalneretschensk befindet sich auch an der Transsibirischen Eisenbahn die nächstgelegene Bahnstation bei Streckenkilometer 8874 ab Moskau.